# 保亭羊耳蒜
保亭羊耳蒜（学名：Liparis bautingensis）为兰科羊耳蒜属下的一个种。产海南（保亭吊罗山）和云南东南部（麻栗坡）。生于林中岩石上，海拔1600米以下。模式标本采自海南保亭。

## 扩展阅读
- 維基物種上的相關：保亭羊耳蒜